# NGC 2384
NGC 2384 (również OCL 618 lub ESO 559-SC9) – gromada otwarta znajdująca się w gwiazdozbiorze Wielkiego Psa. Odkrył ją John Herschel 15 lutego 1836 roku. Jest położona w odległości ok. 10 tys. lat świetlnych od Słońca.